# Mladé Bříště
Mladé Bříště – gmina w Czechach, w powiecie Pelhřimov, w kraju Wysoczyna. 1 stycznia 2014 liczyła 249 mieszkańców.